# Сельское поселение Теряевское
Сельское поселение Теряевское — упразднённое муниципальное образование на северо-востоке Волоколамского района Московской области. Образовано 1 января 2006 года. Административный центр — село Теряево.
Глава сельского поселения — Блохин Сергей Ильич. Председатель совета депутатов — Смирнов Александр Михайлович.
Адрес администрации сельского поселения: 143615, Московская область, Волоколамский район, село Теряево, ул. Теряевская, д. 92 «А».

## География
Граничит с сельским поселением Чисменское на юге, сельским поселением Кашинское на юго-западе, сельским поселением Ошейкинское Лотошинского района на северо-западе, сельским поселением Воздвиженское Клинского района на севере, сельским поселением Петровское Клинского района на востоке, сельским поселением Нудольское на юго-востоке и сельским поселением Новопетровское Истринского района на юге.
Площадь территории муниципального образования — 29 936 га.

## История
Сельское поселение Теряевское образовано в ходе муниципальной реформы системы местного самоуправления 2006 года, в соответствии с Законом Московской области от 11.01.2005 № 1/2005-ОЗ «О статусе и границах Волоколамского муниципального района и вновь образованных в его составе муниципальных образований». В его состав вошли 53 населённых пункта Теряевского, Чисменского и Шестаковкого сельских округов, позже исключённых из учётных данных административно-территориальных и территориальных единиц Московской области.
24 мая 2019 года все городские и сельские поселения Волоколамского муниципального района упразднены и объединены в новое единое муниципальное образование — Волоколамский городской округ.

## Население
| 2006  | 2007  | 2008  | 2009  | 2010  | 2011  |
| ----- | ----- | ----- | ----- | ----- | ----- |
| 4566  | ↘4125 | ↗4264 | ↘4192 | ↗5769 | ↘5385 |
| 2012  | 2013  | 2014  | 2015  | 2016  | 2017  |
| →5385 | ↘5112 | ↘4802 | ↘4486 | ↘4246 | ↘4111 |
| 2018  | 2019  |       |       |       |       |
| ↘4016 | ↘3899 |       |       |       |       |

Крупные населённые пункты:
- село Теряево — 1376[22] чел.;
- деревня Макариха — 1178[22] чел.;
- деревня Харланиха-2 — 881[22] чел.;
- село Шестаково — 753[22] чел.

## Состав сельского поселения
| №  | Населённый пункт   | Тип населённого пункта       | Население |
| -- | ------------------ | ---------------------------- | --------- |
| 1  | Астафьево          | деревня                      | ↘4        |
| 2  | Балобаново         | деревня                      | ↗4        |
| 3  | Батурово           | деревня                      | ↗3        |
| 4  | Березниково        | деревня                      | ↘0        |
| 5  | Большое Петровское | деревня                      | ↘0        |
| 6  | Большое Стромилово | деревня                      | ↘26       |
| 7  | Борисково          | деревня                      | ↗1        |
| 8  | Валуйки            | деревня                      | ↗16       |
| 9  | Воротово           | деревня                      | →0        |
| 10 | Высоково           | деревня                      | ↗9        |
| 11 | Высочково          | деревня                      | ↗8        |
| 12 | Еремеево           | деревня                      | →0        |
| 13 | Ефимьево           | деревня                      | ↘277      |
| 14 | Житино             | деревня                      | ↘0        |
| 15 | Занино             | деревня                      | →0        |
| 16 | Ильинское          | село                         | ↗100      |
| 17 | Каверино           | деревня                      | →0        |
| 18 | Калеево            | деревня                      | ↗140      |
| 19 | Калуево            | деревня                      | ↗11       |
| 20 | Кондратово         | деревня                      | →0        |
| 21 | Кузьминское        | деревня                      | ↘61       |
| 22 | Кузяево            | деревня                      | ↗49       |
| 23 | Курбатово          | деревня                      | ↗21       |
| 24 | Макариха           | деревня                      | ↗1178     |
| 25 | Малое Петровское   | деревня                      | ↗4        |
| 26 | Малое Стромилово   | деревня                      | ↘157      |
| 27 | Митино             | деревня                      | ↗3        |
| 28 | Морозово           | деревня                      | ↘0        |
| 29 | Нефёдово           | деревня                      | ↗88       |
| 30 | Никольское         | деревня                      | →4        |
| 31 | Новое              | деревня                      | ↘9        |
| 32 | Носово             | деревня                      | ↗373      |
| 33 | Ожогино            | деревня                      | ↗8        |
| 34 | Отчищево           | деревня                      | ↗13       |
| 35 | Пекшево            | деревня                      | ↗2        |
| 36 | Покровское         | село                         | ↘32       |
| 37 | Поречье            | деревня                      | →2        |
| 38 | Рахманово          | деревня                      | ↘5        |
| 39 | Родионово          | деревня                      | ↘2        |
| 40 | Смольниково        | деревня                      | ↗9        |
| 41 | Спирово            | село                         | →0        |
| 42 | Стеблево           | деревня                      | ↘42       |
| 43 | Танково            | деревня                      | ↗12       |
| 44 | Темниково          | деревня                      | ↗8        |
| 45 | Теряево            | село, административный центр | ↗1376     |
| 46 | Успенье            | деревня                      | ↘14       |
| 47 | Фадеево            | деревня                      | ↘6        |
| 48 | Харланиха-1        | деревня                      | ↗17       |
| 49 | Харланиха-2        | деревня                      | ↗881      |
| 50 | Чащь               | деревня                      | ↗30       |
| 51 | Чеклево            | деревня                      | ↗8        |
| 52 | Шанино             | деревня                      | →3        |
| 53 | Шестаково          | село                         | ↘753      |

## Транспортное сообщение
Через поселение проходит автодорога Р107 Лотошино — Масленниково — Клин. В 23 км к югу от села Теряево находится станция Чисмена Рижского направления МЖД, а в 27 км к юго-западу — город Волоколамск с одноимённой станцией.

## Достопримечательности
- Церковь Спаса Нерукотворного Образа в с. Ильинском —  Объект культурного наследия № 5000001130№ 5000001130
- Церковь Покрова Пресвятой Богородицы в с. Покровском —  Объект культурного наследия № 5010024002№ 5010024002
- Церковь Введения во храм Пресвятой Богородицы в с. Спирово —  Объект культурного наследия № 5010025000№ 5010025000
- Иосифо-Волоцкий монастырь в с. Теряево —  Объект культурного наследия № 5010026000№ 5010026000
- Церковь Вознесения Господня в с. Теряево —  Объект культурного наследия № 5000001146№ 5000001146
- Церковь Рождества Пресвятой Богородицы в с. Шестаково —  Объект культурного наследия № 5010029001№ 5010029001
- Государственный природный заказник регионального значения Теряевские пруды

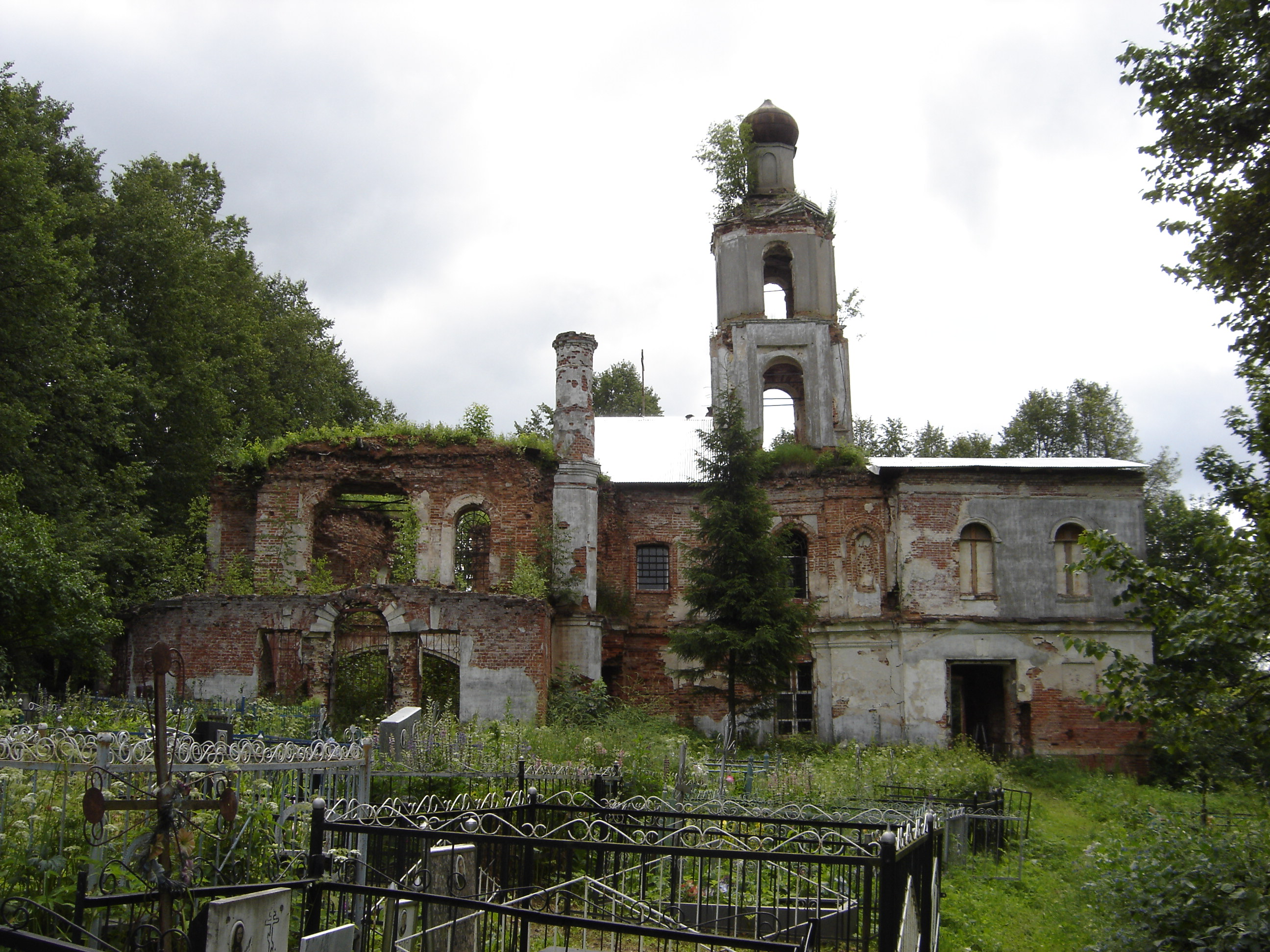
Церковь Спаса Нерукотворного Образа в Ильинском
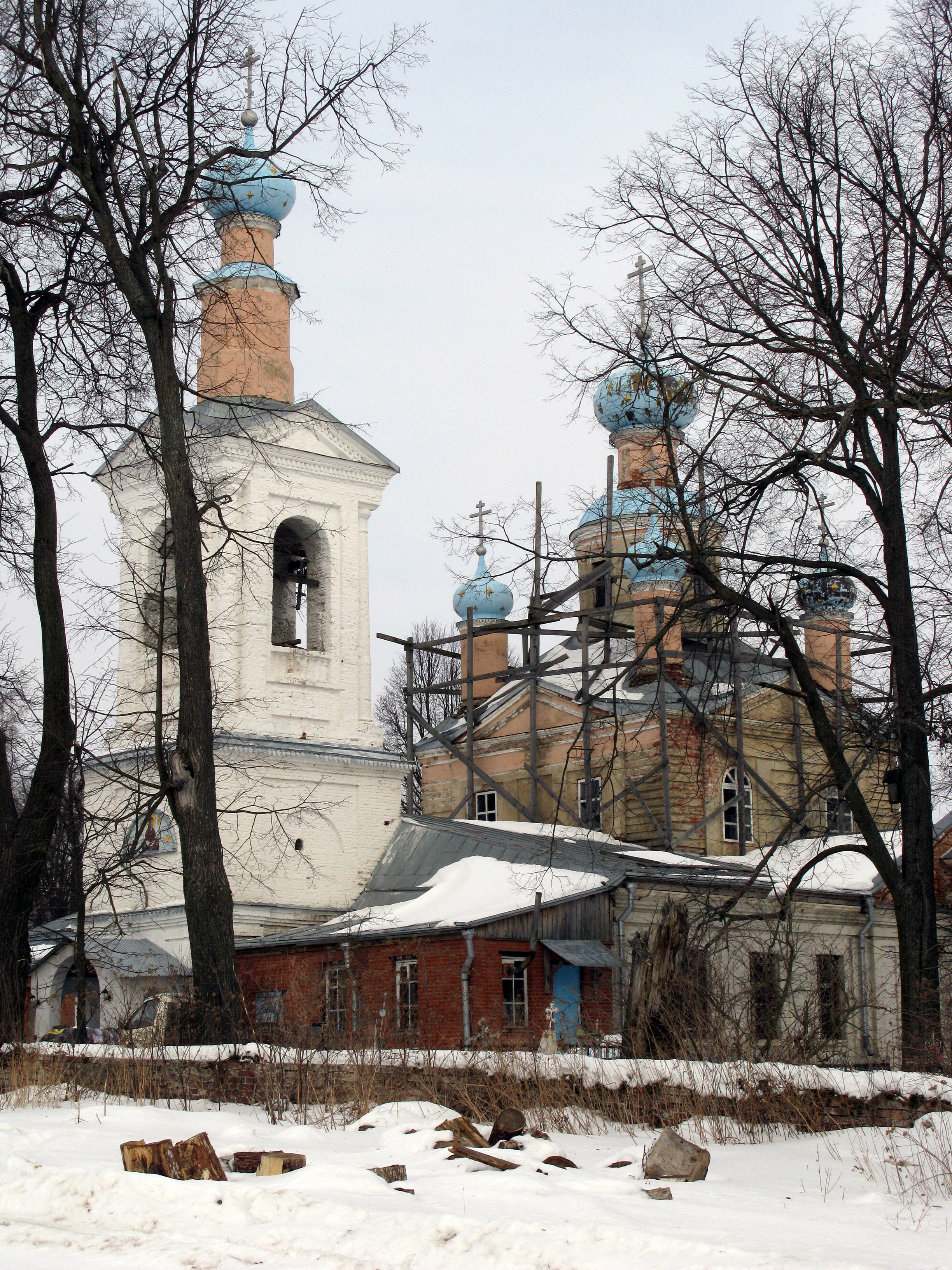
Церковь Покрова Пресвятой Богородицы в Покровском
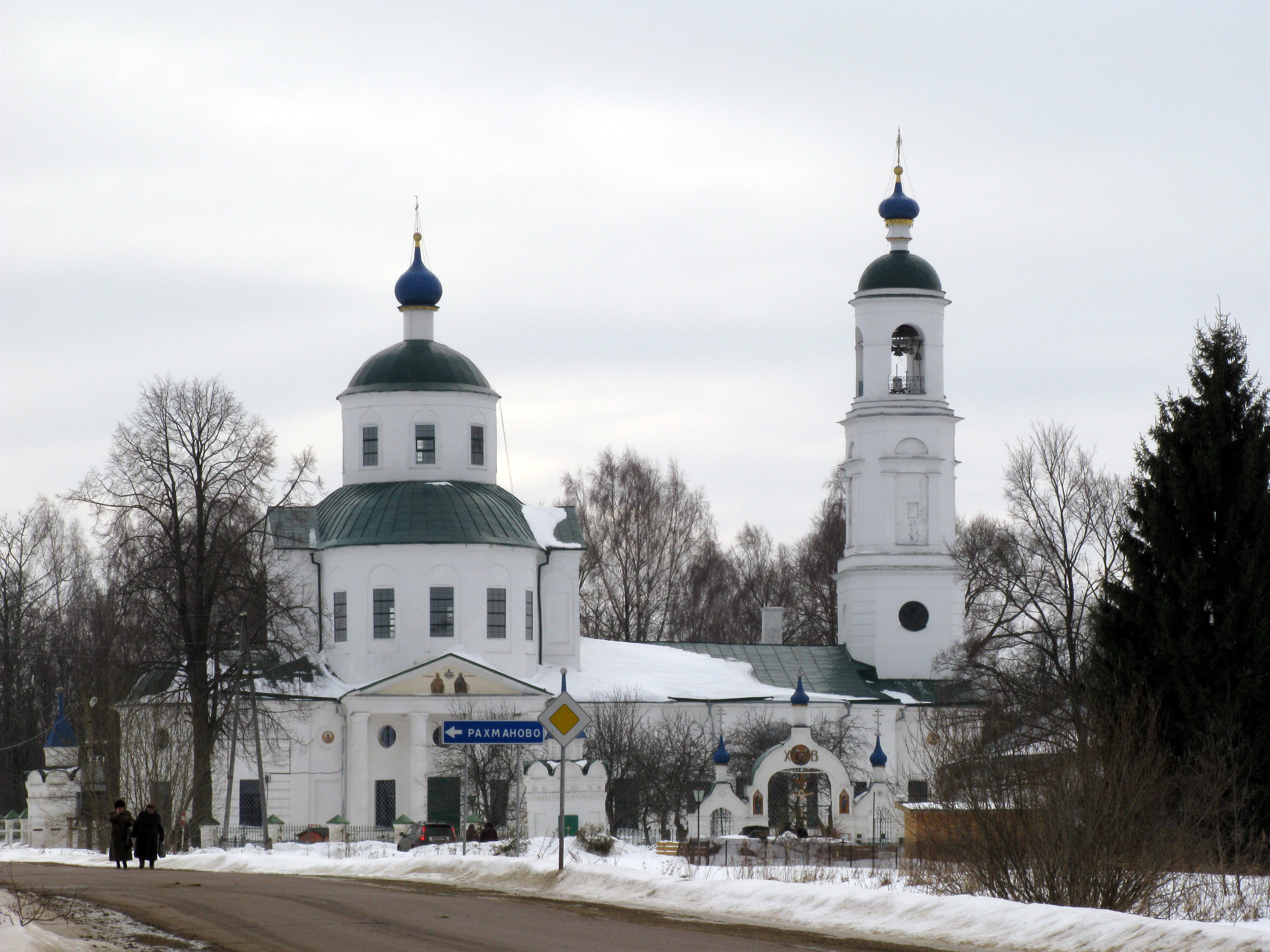
Церковь Введения во храм Пресвятой Богородицы в Спирово
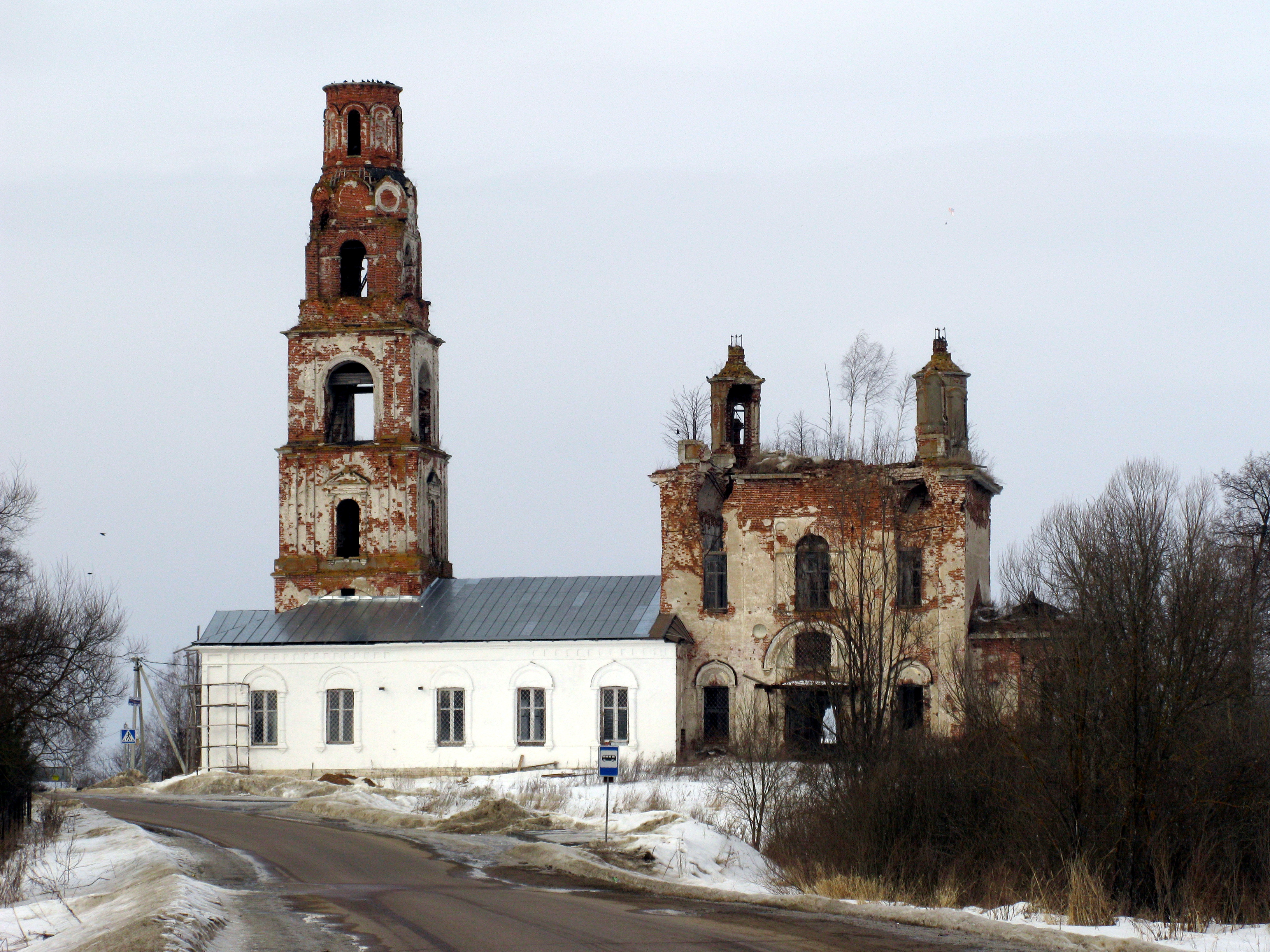
Церковь Вознесения Господня в Теряево
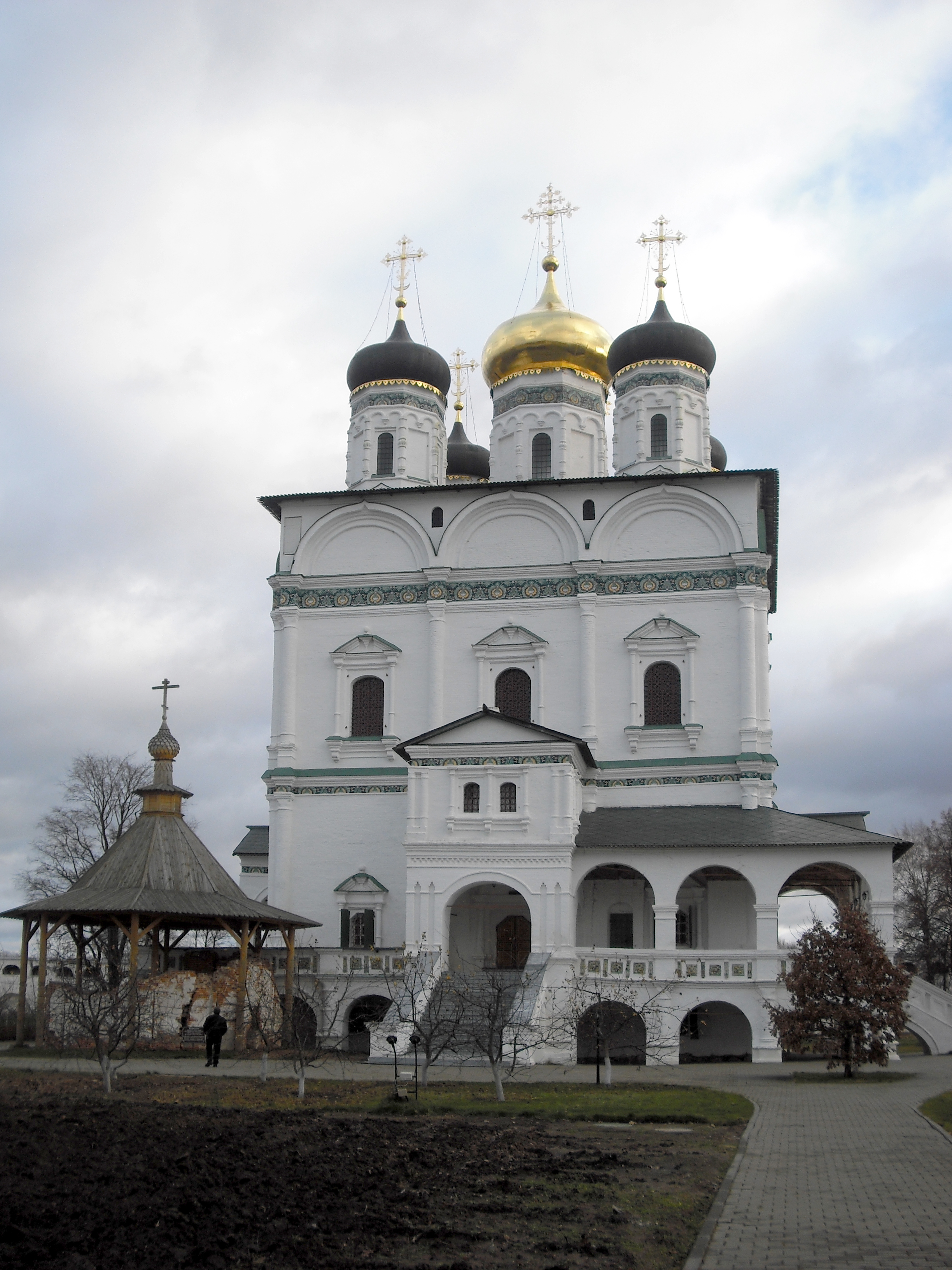
Успенский собор в Иосифо-Волоцком монастыре
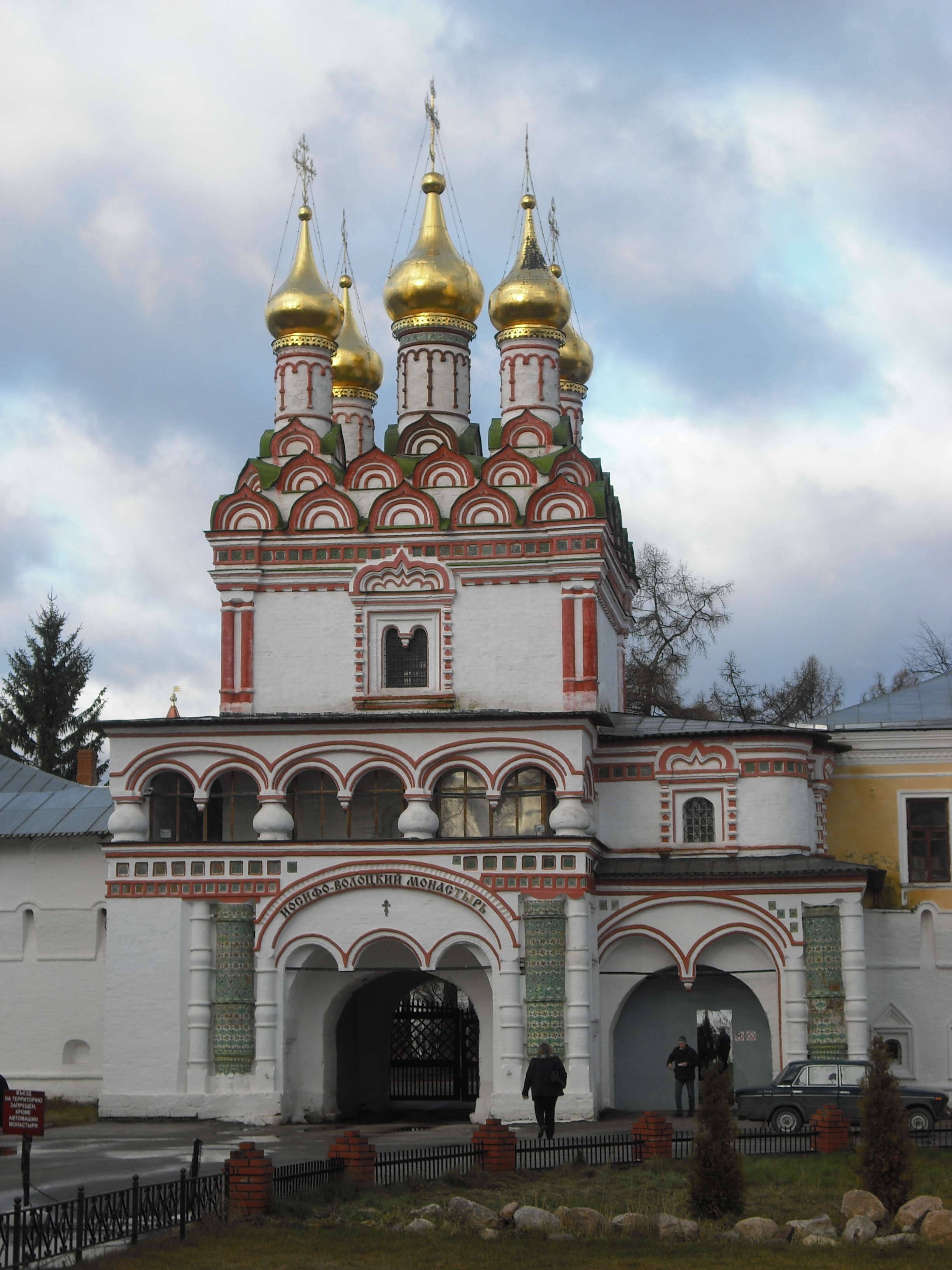
Надвратная церковь Петра и Павла в Иосифо-Волоцком монастыре